# LuK
LuK GmbH & Co. KG est une entreprise allemande spécialisée dans la conception, la production et la distribution d'embrayages, de volants d'inertie, d'éléments de boîte de vitesses et d'amortisseurs de torsion pour l'automobile, les poids lourds et les machines agricoles.
Le nom LuK provient de l'allemand Lamellen und Kupplungsbau, soit « fabrication de lamelles et d'embrayages ».
LuK est une GmbH (Gesellschaft mit beschränkter Haftung, « société à responsabilité limitée ») privée détenue à 100 % par le groupe Schaeffler. Son siège social est situé à Bühl (Bade-Wurtemberg), au pied de la Forêt-Noire.

## Histoire
LuK est fondée en 1965 par les frères Wilhelm et Georg Schaeffler dans la zone industrielle de Bühl sous la dénomination de LuK GmbH et sur la base de la société « Lamellen- und Kupplungsbau August Häussermann », fondée elle-même en 1927 à Stuttgart.
En 1999, Schaeffler rachète à Valeo ses parts du groupe LuK, qui devient donc filiale à 100 % de Schaeffler.